# Sabine Deitmer
Sabine Deitmer (Jéna, 1947. október 21. – Dortmund, 2020. január 11.) német krimiíró, műfordító.

## Művei
Krimik
- Eines Tages ist es soweit, von Frauen (nicht nur) für Frauen (1984)
- Bye-bye, Bruno. Wie Frauen morden (1988)
- Auch brave Mädchen tun’s (1990)
- Kalte Küsse (1993)
- Dominante Damen (1994)
- NeonNächte (1995)
- Die schönsten Männer der Stadt (1997)
- Scharfe Stiche (2004)
- Perfekte Pläne (2007);Forgatókönyvek
- Kalte Küsse (1997, tv-film, saját regénye alapján)
- Neonnächte – Der U-Bahn-Schlitzer (2000, tv-film, saját regénye alapján)

Forgatókönyvek
- Kalte Küsse (1997, tv-film, saját regénye alapján)
- Neonnächte – Der U-Bahn-Schlitzer (2000, tv-film, saját regénye alapján)

Szerkesztőként
- Kalte Küsse (1995, két részes rádiójáték)
- Dominante Damen (1998, lét részes rádiójáték)
- Mörderische Mitarbeiter (2003, Ingrid Schmitz-cel és Ina Coelennel)